# Эринг, Хельмут
Хельмут Эринг (нем. Helmut Oehring, 1961, Восточный Берлин) — немецкий гитарист и композитор.

## Биография
Родился в семье глухонемых. В 1980-х сменил множество профессий и мест работы, самостоятельно обучался композиции и игре на гитаре. В 1992—1994 учился у Георга Катцера в Берлинской Академии искусств (в 2005 избран членом этой Академии). В 1994—1995 был стипендиатом на Вилле Массимо в Риме.

## Творчество
Один из наиболее одаренных и оригинальных музыкантов конца ХХ — начала XXI вв., композитор неимоверной творческой активности и изобретательности. Обращение к опыту глухонемоты и языку знаков, помноженное на биографию немца, который вырос в Восточной Германии, создает в его творчестве совершенно особую смысловую нагрузку звука, слова, драматического взаимодействия, уникальные возможности для воплощения и осмысления немецкого прошлого и настоящего.

## Признание
Его произведения исполняют ведущие музыкальные коллективы Германии. Премия Ханса Эйслера, итальянская премия Орфей за камерную оперу, премия Хиндемита, Schneider Schott Music Prize, премия Арнольда Шёнберга (2008) и др. награды.

## Избранные сочинения
- Струнный квартет № 1 (1987)
- … und alles schöne/Heiratsannoncen для сопрано, контральто, тенора, баса и перкуссии (1987)
- Vorspiel und Gesang для меццо-сопрано, флейты, гобоя, гитары, альта и контрабаса (1988)
- Do you wanna blow job для квартета саксофонов (1988)
- wie immer … для бас-тубы и перкуссии (1989)
- Coma для оркестра (1990—1991)
- gestauchte WINKEL для 5 духовых инструментов (1991)
- ASCHE для гобоя, английского рожка, тромбона, перкуссии, альта, виолончели, фортепиано и контрабаса (1992)
- CAYABYAB для гитары, бассетгорна и перкуссии (1993)
- STRYCHNIN для трубы, тромбона, фортепиано, альта и контрабаса (1993)
- Wrong для глухого солиста (язык знаков), гобоя, бас-трубы или тромбона, скрипки или альта, электрогитары, перкуссии и живой электроники (1993—1995)
- DOKUMENTATION I, камерная опера (1993—1996)
- Am Arsch для тромбона, арфы и контрабаса (1994)
- LETHAL INJECTION для английского рожка, фагота, альта и магнитофонной ленты (1994)
- Трио II для альта, гитары и контрабаса (1994)
- Dokumentaroper (1994)
- Einfache Dinge/IRIS для 15 инструментов, магнитофонной ленты и CD (1995)
- DAS D’AMATO SYSTEM, балет-опера в 15 сценах (1996)
- POLAROIDS, музыкальная драма (1996, в соавторстве с Ирис тер Шипхорст)
- Prae-Senz (Ballet blanc II) для скрипки, виолончели, подготовленного фортепиано или семплера (1997, в соавторстве с Ирис тер Шипхорст)
- Philipp для тромбона соло (1997—1998)
- Plath, S. для двух альтов или других инструментов (1998)
- Реквием для трех контртеноров, 12 инструментов и живой электроники на стихи Энн Секстон (1998, в соавторстве с Ирис тер Шипхорст)
- STILLE.MACHT. (aus: Cruisen) для квартета саксофонов и CD (1999)
- Marie B. (Seven Chambers) для струнного квартета и живой электроники (1998—1999)
- Der Ort ist nicht der Ort, музыкально-театральное действо для трех солистов, ансамбля, графики, света и живой электроники (2000)
- Дом Бернарды Альбы для 7 танцовщиков, 1 глухой солистки, мужского сопрано, электогитары, контрабаса и живой электроники по драме Ф. Гарсиа Лорки (1999, в соавторстве с Ирис тер Шипхорст)
- Als ob, сюита (2000)
- EFFI BRIEST, музыкально-театральная психограмма в 4 действиях по роману Теодора Фонтане (2000, в соавторстве с Ирис тер Шипхорст)
- Furcht und Begierde, музыкальная драма для глухой солистки (сопрано или бас-флейта), скрипки, виолончели, контрабаса, фортепиано, перкуссии электроники (2002)
- Das BLAUMEER (aus: Einkehrtag) для мужского сопрано, трубы, электрогитары, большого оркестра и живой электроники (2003)
- WOZZECK kehrt zurück, музыкальная драма на тексты Бюхнера, Мартина Лютера, Теодора Фонтане и др. (2003—2004)
- Im Dickicht der ZEICHEN (Die Poetik und der Eigensinn des RAUMES), музыка к спектаклю в 3 картинах (2004)
- UNSICHTBAR LAND, опера по драме Шекспира «Буря» с использованием музыки Пёрселла (2004—2005)
- Kommander Kobayashi — eine Opernsaga (2005)
- WINDESSER (aus: Ornament & Vorhalt) для бас-кларнета, аккордеона и контрабаса, по новелле Кэри Хьюм «Пожиратель ветра» (2007)
- Puschkins Steinerner Gast для чтеца и 15 инструментов по трагедии Пушкина «Каменный гость» (2007)
- Ich habe sie alle gesehen …, GOYA I для симфонического оркестра, по циклу рисунков Гойи «Бедствия войны» (2007)